# 明斯克客運站
明斯克客運站（羅馬化：Minsk-Pasazhyrski，羅馬化：Minsk-Passazhirsky）是白俄羅斯首都明斯克的一座火車站。明斯克車站位於明斯克市中心，始建於1873年，當時是一座木質建築。1890年，明斯克客運站重建為石質建築。二戰期間明斯克客運站被毀。1945年至1946年重建。現在的明斯克客運站是獨聯體內最先進的車站之一，距莫斯科750公里，距布列斯特350公里，距华沙562公里。
除了白俄羅斯鐵路之外，明斯克地鐵莫斯科線也在這裡設有車站可供換乘。